# Hans-Joachim Marseille
Hans-Joachim Marseille (Berlino, 13 dicembre 1919 – Sidi Abdel Rahman, 30 settembre 1942) fu un pilota da caccia e un asso della Luftwaffe della seconda guerra mondiale.
È famoso per le sue battaglie aeree durante la campagna del Nordafrica e il suo stile di vita bohémien. Considerato uno dei migliori piloti da caccia del conflitto, fu soprannominato "Stern von Afrika" (Stella d'Africa). Marseille ottenne 151 delle sue 158 vittorie "ufficiali" contro la Desert Air Force del British Commonwealth in Nordafrica, pilotando il caccia Messerschmitt Bf 109 per tutto il suo periodo di servizio. Nessun altro pilota abbatté così tanti aerei degli alleati occidentali.

## Biografia
Hans-Joachim Marseille nacque il 13 dicembre 1919 a Berlino-Charlottensburg da una famiglia di origini francesi di religione ugonotta. La carriera aviatoria di Marseille iniziò con la partecipazione ai corsi di volo della Deutsche Luft Hansa che preparava segretamente, per conto del Ministero dell'Aviazione del Reich (Reichsluftfahrtministerium), i futuri piloti nel periodo in cui il trattato di Versailles impediva alla Germania di possedere un'aviazione militare. Entrò a far parte della Luftwaffe il 7 novembre 1939.

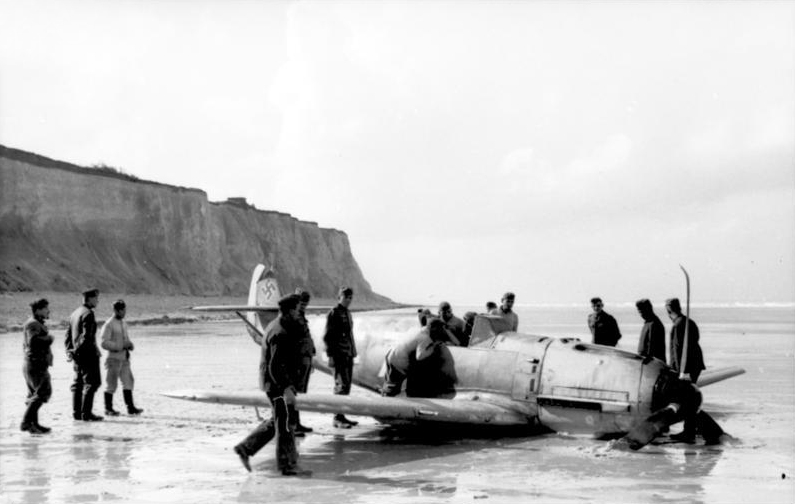
Marseille rivendicò la sua settima vittoria aerea il 28 settembre 1940, ma il suo aereo si schiantò vicino a Théville a causa della rottura del motore

Appassionato di jazz e con i capelli troppo spesso lunghi, Marseille fin dall'inizio fu considerato un “rompiscatole” e nel corso del 1940 venne trasferito da un'unità della Luftwaffe all'altra. Durante la battaglia d'Inghilterra rivendicò sette vittorie aeree, ma venne a sua volta abbattuto quattro volte, sulla Manica (la sua prima vittoria è del 24 agosto 1940, e venne conseguita, come le altre sei, mentre era in servizio con il I.(Jagd)/LG 2). Per i risultati ottenuti durante la battaglia venne comunque decorato con la Croce di Ferro di prima e seconda classe. All'inizio dell'ottobre 1940, Marseille fu trasferito al 4./Jagdgeschwader 52, un'unità che contava tra i suoi ranghi assi come Johannes Steinhoff e Gerhard Barkhorn. Steinhoff tuttavia non apprezzava del tutto il giovanissimo Marseille. In seguito, ricordava:
 “Marseille era estremamente bello. Era un pilota molto dotato, ma era inaffidabile. Aveva ragazze dappertutto che lo tenevano così occupato che a volte la mattina era talmente stanco che doveva essere lasciato a terra. Il suo modo a volte irresponsabile di svolgere i suoi compiti fu la ragione principale per cui lo mandai via. Ma aveva uno charme irresistibile.” 
Come punizione per la sua passione per le donne e il jazz, oltre che per la sua incapacità di volare come gregario, Marseille fu trasferito allo Jagdgeschwader 27 proprio alla vigilia del Natale 1940. Quando raggiunse la sua nuova unità, sarebbe stato difficile prevedere la sua davvero straordinaria carriera di pilota da caccia. Il suo nuovo Gruppenkommandeur, Eduard Neumann, ricordava:
 "I suoi capelli erano troppo lunghi e portava con sé una lista di provvedimenti disciplinari lunga un braccio. Dei suoi sette abbattimenti sul Canale della Manica, quattro non erano stati confermati, un'alta percentuale. E, soprattutto, era un berlinese… Cercando di crearsi un'immagine, non era scevro dal parlare della tante ragazze con cui era stato a letto, tra queste una famosa attrice. Era irruente, temperamentale e sregolato. Trenta anni dopo lo si sarebbe definito un playboy."
Nondimeno, Eduard Neumann si rese conto molto in fretta del potenziale di Marseille come pilota. Neumann affermò in un'intervista: "Marseille può essere solo due cose: un problema disciplinare o un grande pilota da caccia." Subito dopo l'arrivo di Marseille, lo Jagdgeschwader 27 fu trasferito in Nordafrica. Al tempo del suo trasferimento in Africa era ancora un Oberfähnrich (ufficiale cadetto), in quanto non considerato ancora maturo per una promozione.

### In Nordafrica
Il suo esordio non fece un'impressione positiva: il 23 aprile 1941 divenne la settima "vittima" di un piccolo e relativamente anziano (35 anni di età) pilota di Hurricane della Francia Libera, James Denis, che sopravvisse alla guerra con un totale di otto abbattimenti individuali e uno condiviso. Nonostante questo inizio il suo nuovo comandante, Eduard Neumann, intuendo le potenzialità del pilota, incoraggiò Marseille a sperimentare e migliorare le proprie innovative idee di combattimento.
Marseille tendeva, infatti, ad applicare una forma diversa di combattimento aereo. I manuali tedeschi dell'epoca consigliavano di portarsi in coda all'aereo nemico con un vantaggio di quota sparando appena il nemico fosse stato a portata di tiro. Marseille utilizzava invece un attacco ravvicinato da lato, portato, sulla stessa quota, alla parte anteriore dell'aereo avversario (cercando quindi di colpire la zona motore e l'abitacolo) sparando brevi raffiche alla distanza minima. Inoltre prediligeva il combattimento solitario con un solo gregario a grande distanza (per evitare collisioni in volo): egli aveva correttamente intuito che le rigide formazioni avversarie avevano difficoltà a colpire un singolo aereo che si avvicinava da lato con una serie di spericolate manovre acrobatiche (nelle quali Marseille era maestro). Per addestrarsi Marseille utilizzava i viaggi di rientro dalle missioni, simulando contro i suoi compagni tutte le manovre di avvicinamento, divenendo presto un vero esperto in questo tipo di approccio.
I risultati non tardarono a venire, entro la metà del settembre 1941 aveva abbattuto altri undici aerei britannici. Il 24 settembre 1941 abbatté quattro caccia Hurricane e un bombardiere medio Martin Maryland.
Ma fu dal dicembre di quell'anno che il ritmo delle sue vittorie aeree iniziò a intensificarsi, grazie all'arrivo del nuovo Bf 109F che - con il suo cannone da 20 mm montato nell'asse dell'elica - esaltava il suo metodo inusuale di combattimento. Nei pochi giorni che restavano alla fine dell'anno abbatté altri undici aerei, raggiungendo un totale di trentasei vittorie aeree. Marseille divenne presto l'asso più decorato del fronte africano e il suo nome diventò famoso grazie alla propaganda tedesca, rivaleggiando con quello di Erwin Rommel. I suoi nemici lo temevano e il suo caccia Messerschmitt Bf 109F-4/Trop "14 Giallo" divenne famoso in tutta l'Africa.

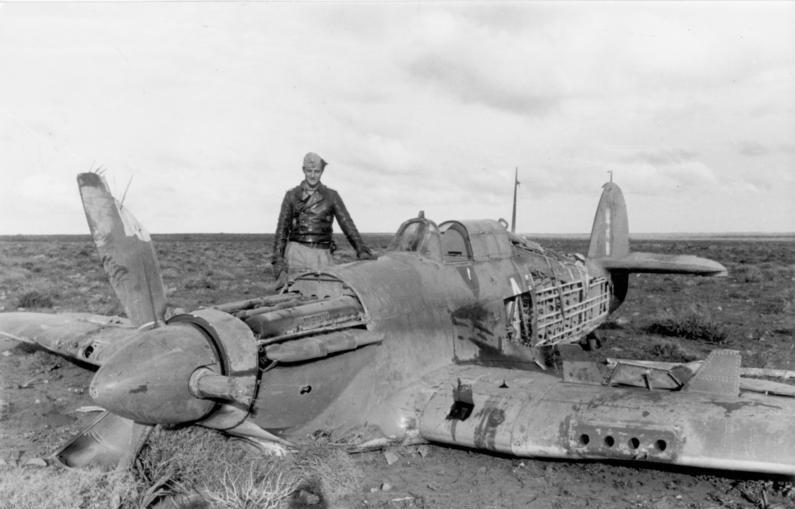
Marseille accanto a un aereo da lui abbattuto

Il 3 giugno 1942, durante la battaglia per la linea di Gazala, Marseille guidava il III/JG 27 in una missione a Bir Hacheim, scortando degli Junkers Ju 87 "Stuka" che stavano bombardando le posizioni della Francia Libera su quel fronte. Gli "Stuka" furono attaccati dai P-40 Tomahawk del No 5 Squadron, South African Air Force, che avevano inflitto pesanti perdite ai bombardieri in picchiata durante attacchi precedenti. Insieme al suo gregario, sergente Reiner Pöttgen, Marseille si lanciò in picchiata con il suo Bf 109 nel mezzo della formazione dei sudafricani, che, credendo di essere attaccati da forze preponderanti, formarono un circolo difensivo.
Questo era una formazione a forma di quadrante di orologio detta Lufbery Circle. In un cerchio difensivo gli aerei si inclinavano in una virata di 70 gradi, che esercitava una forza di 3 G. La velocità era probabilmente di circa 400 km/h. Il diametro del cerchio era di poco più di 900 metri. E i caccia erano a una distanza di circa 230 metri, ben disposti per coprire la coda dell'aereo che li precedeva. Marseille salì sopra il cerchio, poi si lanciò in picchiata a grande velocità a lato della formazione sudafricana. Tirò quindi la cloche con forza a sé, risalendo “a razzo”. Selezionò uno dei P-40 e gli si avvicinò compiendo una virata in cabrata, verso destra. Quando si trovò a circa 45 metri raddrizzò la traiettoria e tirò un breve raffica al Tomahawk mentre questo spariva sotto il naso del suo Bf 109. Il pilota del P-40 che avrebbe dovuto coprire il compagno non fece in tempo a intervenire in quanto vide Marseille solo all'ultimo secondo a causa dell'inclinazione per la virata. La “Stern von Afrika” intanto avendo perso velocità poté compiere una stretta virata e tornare subito in posizione per un altro attacco.
Virando continuamente dentro il cerchio di aerei nemici, mantenendo la sua velocità bassa, Marseille sparò brevi, accurate raffiche. In meno di dodici minuti, abbatté altri cinque Tomahawk, tutti visti precipitare al suolo da Põttgen. Nei giorni seguenti Marseille distrusse altri quattordici aerei nemici. Il 17 giugno 1942, a causa delle pessime condizioni di salute, venne inviato in licenza in Germania. Al suo arrivo a Berlino fu accolto come un eroe dai suoi concittadini: la cosa lo stupì molto perché in Nordafrica non aveva avuto modo di percepire la sua crescente popolarità, ovviamente sfruttata dalla propaganda di Goebbels. Nel corso del suo soggiorno fu decorato personalmente da Hitler con le fronde di quercia e spade sulla Croce di Ferro, incontrò Goering e Willy Messerschmitt, il progettista del suo aereo BF 109, con cui discusse a lungo di caratteristiche tecniche e migliorie possibili. Fece ritorno alla propria squadriglia il 23 agosto dello stesso anno. Per una settimana non registrò alcun abbattimento. Poi, il 1º settembre 1942, Erwin Rommel fece un ultimo tentativo di spezzare la linea di difesa dell'Ottava Armata e si scatenarono aspri combattimenti quando la Luftwaffe fece decollare ogni singolo caccia in grado di volare. Per Marseille, il giorno iniziò alle 08:28 quando abbatté un Kittyhawk. Un secondo P-40 seguì subito dopo, e dieci minuti dopo abbatteva un paio di Spitfire. In un incredibile periodo di dieci minuti tra le 10:55 e le 11:05, mentre scortava degli "Stuka" in un raid contro Alam el Halfa, abbatteva non meno di otto Kittyhawk. In una terza sortita tra le 17:47 e le 17:53 distruggeva altri cinque aerei nemici a sud di Imayid, facendo salire il suo totale per il giorno a un incredibile cifra di diciassette.
Era questo un numero veramente strabiliante di avversari, un record superato solo da Emil Lang, che riuscì ad abbattere diciotto aerei russi in un solo giorno. Si deve però tener presente che Lang operava sul fronte orientale, ove la preparazione media dei piloti era molto più scadente che non quella dei colleghi inglesi. In seguito, il numero degli abbattimenti di quel giorno fu oggetto di controversie. Particolarmente aspre le contestazioni della RAF, che affermò che le rivendicazioni di Marseille eccedevano il totale delle perdite britanniche per quel giorno. Tuttavia ogni abbattimento di Marseille in quella data era stato confermato dai suoi gregari, che di ognuno avevano annotato ora e luogo. Inoltre, le perdite delle squadriglie della RAF, degli australiani e dei sudafricani per il primo settembre, sommate insieme, eccedevano le rivendicazioni di tutti i piloti da caccia tedeschi del dieci per cento. Due giorni dopo a Berlino, Marseille venne decorato con i diamanti sulla croce di cavaliere.
Egli era in quel momento il pilota con le massime decorazioni della Luftwaffe, avendo ottenuto la croce di cavaliere con fronde di quercia, spade e diamanti e la Medaglia d'oro al valor militare italiana. Il totale dei suoi abbattimento era di 128. Il 15 settembre era a quota 150, ma il suo fisico cominciava a cedere. Marseille non riusciva più a dormire né a mangiare e deperiva rapidamente. Il 19 settembre, Marseille provò in volo il Macchi M.C.202 '96-10' del tenente Emanuele Annoni del 9º Gruppo, 4º Stormo, a Fuka. Ma il suo volo terminò con un atterraggio d'emergenza a carrello retratto quando l'asso tedesco accidentalmente spense il motore, dimenticando che il movimento della manetta del gas negli aerei italiani era opposta a quella dei velivoli tedeschi.

### Ultime vittorie
Il 26 settembre 1942, Marseille ottenne le sue ultime vittorie: sette caccia della RAF, un Hurricane e sei Spitfire. La sua prima vittima, alle 9 e 10, fu il Pilot Officer Luxton del 213 Squadron, appunto su un caccia della Hawker. Tre minuti dopo, Marseille fece precipitare uno Spitfire del 92 Squadron a 14 km a sud ovest di El Alamein. Alle 9 e 15, nella stessa area, abbatté un secondo Spitfire, seguito da un terzo un minuto dopo, a un chilometro di distanza, in direzione sud-ovest, sempre del 92 Squadron. Nel pomeriggio, alle 16 e 56, a sud-ovest di Imayid, fece precipitare un altro Spitfire, e poco dopo un secondo a 10 km a sud-sud-est della stessa località. L'ultima vittoria della “Stella d'Africa”, alle 17 e 19, fu ancora uno Spitfire, precipitato a 10 km a sud di Hammam, dopo un duello di 11-12 minuti che terminò con la morte del pilota alleato.
Marseille era a quota 158, risultato mai più eguagliato sul fronte occidentale. Ma la sua salute stava peggiorando.

### Morte

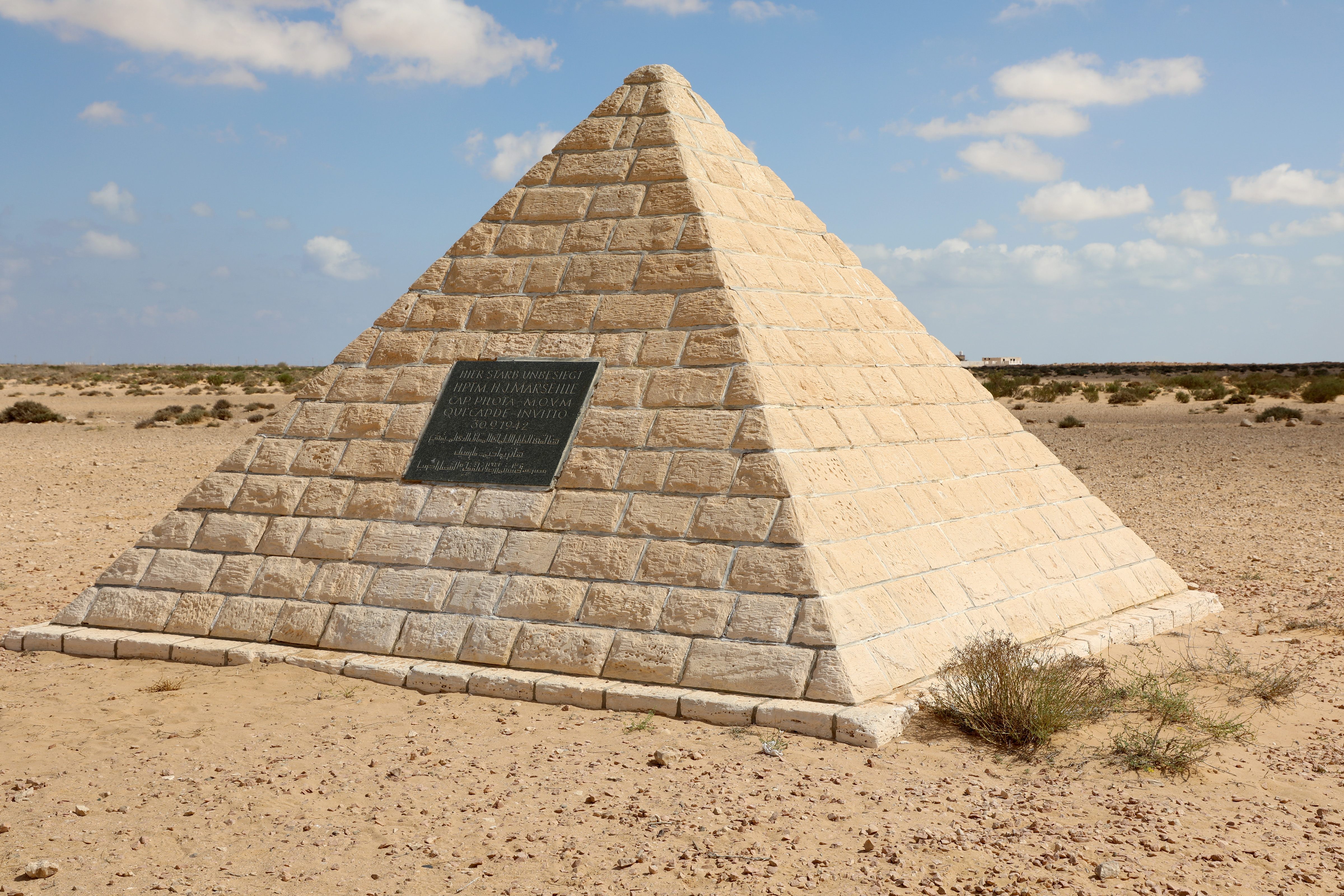
Sidi Abd el-Rahman, Egitto

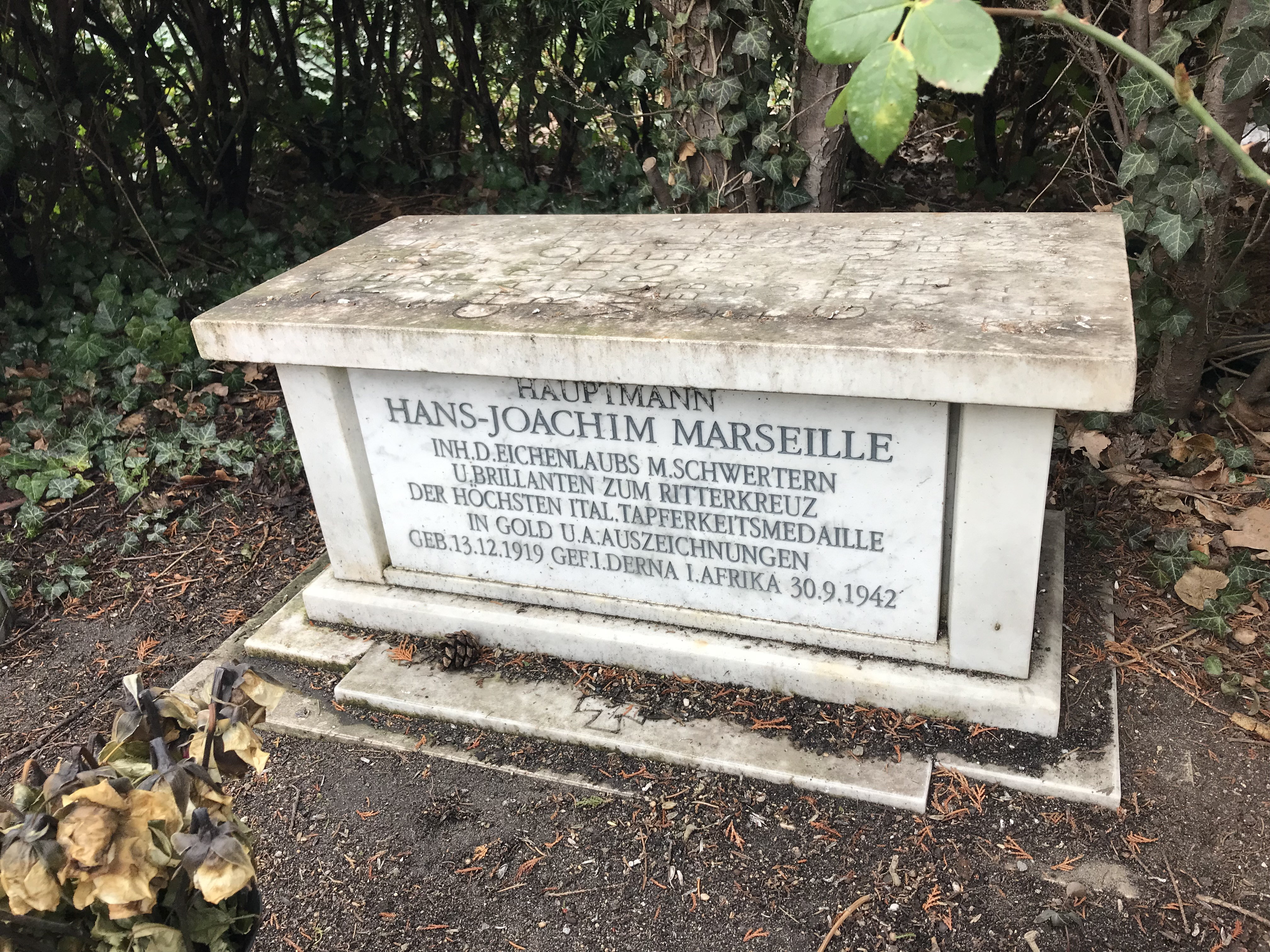
Berlin-Schöneberg

Mercoledì 30 settembre 1942, di ritorno da una missione sul Cairo il suo caccia (che era stato sostituito da pochi giorni), per un problema di lubrificazione al motore, o, secondo altri, per la rottura di un condotto del refrigerante, si incendiò riempiendo la cabina di pilotaggio di fumo e iniziando a perdere rapidamente quota. Marseille, accompagnato dai suoi compagni di volo, cercò di riportare l'apparecchio entro le linee italo-tedesche e, riuscitovi, mise l'aereo in volo rovesciato per aprire il tettuccio e lanciarsi, secondo la procedura standard, volta a evitare l'impatto contro la coda del velivolo. Marseille saltò dal Messerschmitt Bf 109G, ormai lanciato in una picchiata quasi verticale con un angolo tra i 70 e gli 80 gradi e a una velocità di 640 km/h, fu visto aggrapparsi per un momento all'asta dell'antenna radio e quando lasciò la presa, il suo corpo venne trascinato proprio contro la coda. Il lato sinistro del petto e dell'inguine colpirono violentemente il timone del velivolo. Il colpo lo uccise all'istante o lo rese incapace di aprire il suo paracadute. Il suo corpo cadde faccia in giù, circa sette chilometri a sud di Sidi Abd el Rahman, non lontano da El Alamein. Il suo orologio era fermo alle 11 e 42. I genieri italiani, che lo soccorsero tra i primi, innalzarono una piccola piramide commemorativa sul luogo della sua morte; il manufatto deperì col tempo e nel 1989 fu riedificato e inaugurato alla presenza del comandante Neumann, dei rappresentanti del governo egiziano e dei piloti dello JG 27 superstiti.
Morì a 22 anni e il suo corpo, recuperato, venne seppellito a Derna, per essere trasferito, dopo la guerra, presso il cimitero militare di Tobruch. Egli venne considerato da molti esperti, come Adolf Galland, il miglior pilota da caccia tedesco della seconda guerra mondiale. Pur ottenendo un numero di vittorie inferiore ad altri piloti (ad esempio Erich Hartmann, 352 vittorie aeree), non vi era dubbio che se avesse continuato a volare avrebbe ottenuto un 'bottino' ancora più cospicuo.
Il suo comandante in Africa, Eduard Neumann, a sua volta uno dei più abili comandanti operativi della Luftwaffe, non aveva dubbi nel valutare le qualità del suo comandante di squadriglia:
 «Come pilota da caccia Marseille era assolutamente supremo… Soprattutto, egli possedeva riflessi fulminei e poteva giudicare la situazione più velocemente e in un'ottica maggiore di ogni altro. I suoi sensi e riflessi producevano quello che, oggi, un moderno computer fornirebbe. Marseille era unico…» 

## Curiosità
- Uno dei quattro Messerschmitt Bf 109E su cui volava quanto fu abbattuto sulla Manica, il Bf 109E, W.Nr. 3579, è stato recuperato, restaurato e ridipinto nei colori del “14 GIALLO” un aereo a cui viene spesso associato.
- A dispetto delle leggi razziali del Reich, Marseille strinse una profonda personale amicizia con Mathew Letulu (soprannominato Mathias), un militare sudafricano di colore preso prigioniero nel giugno 1942 che divenne anche il suo attendente personale. Dopo la morte di Marseille, il quale aveva raccomandato ai suoi colleghi di prendersi cura del proprio collaboratore, Letulu divenne l'attendente di Ludwig Franzisket e seguì lo JG27 in Tunisia, Sicilia e Grecia. Qui, quando fu chiaro che la guerra sarebbe terminata in breve tempo con la vittoria alleata, venne inserito con false credenziali di cattura in un campo di prigionia tedesco dove fu liberato dai britannici che non erano a conoscenza della sua collaborazione col nemico. Rintracciato e invitato dal governo tedesco nel 1984, Letulu prese parte a diverse commemorazioni tenute in memoria dell'amico Marseille.[15]

## Promozioni
- Leutnant (tenente): 1º luglio 1941
- Oberleutnant: aprile 1942
- Hauptmann (capitano): 3 settembre 1942

## Abbattimenti
- Missioni di volo in combattimento: 382
- Totale vittorie: 158 (7 durante la Battaglia d'Inghilterra, 151 in Africa settentrionale)[19]
- Totale vittorie in Africa: 151 di cui:
  - 101 Curtiss P-40
  - 30 Hawker Hurricane
  - 16 Supermarine Spitfire
  - 4 bombardieri bimotori